# Abd al-Muttálib
‘Abd al-Muttalib Ibn Hāshim Ibn ‘Abd Manāf (en árabe: عَبْدُالمُطَّلِب بن هاشم بن عبدمناف) fue el abuelo paterno del Profeta Mahoma, y jefe de la tribu Quraysh. También fue uno de los nobles de La Meca. Nació en Yathrib (Medina), y emigró a La Meca cuando tenía siete años y se convirtió en uno de los líderes nobles de la ciudad. El evento de la invasión de ejército del Elefante (la invasión de Abraha) ocurrió durante su gobierno en La Meca.

## Genealogía
Su madre, Salma bint ‘Amr, era de la tribu Jazraŷ. Esta familia se convirtió en los compañeros del Profeta después de su emigración a Medina. 
Es de hacer notar que todos los imanes chiíes, denominados infalibles, son descendientes de ‘Abd al-Muttálib a través de su hijo Abu Tálib.

## Nombre y apodos
‘Abd al-Muttálib se llamaba Shayba y su apodo era Abu ul-Hárith. Se dice que fue conocido con otros nombres y epítetos también, tales como: 
- Amir (comandante),
- Sayyid al-Bat-ha (Jefe de la Meca),
- Saqi l-Hayiy (El proveedor del agua para los peregrinos del Haŷŷ),
- Hafir Zamzam (El que cavó el pozo Zamzam),
- Ibrahim thani (El segundo Abraham).

En cuanto al apodo ‘Abd al-Muttálib que es más popular, se dice que un par de años después de la muerte de Háshim, Muttálib (tío paterno de ‘Abd al-Muttálib) lo llevó de Yathrib a La Meca. Cuando la gente lo vio entrar en la ciudad con Muttálib todos pensaron que era el esclavo de Muttálib, por lo tanto, se le conoció como ‘Abd al-Muttálib y siempre fue llamado con este nombre.

## Nacimiento
- Datos: Q380479
- Multimedia: Abd al-Muttalib / Q380479